# Börneplatz

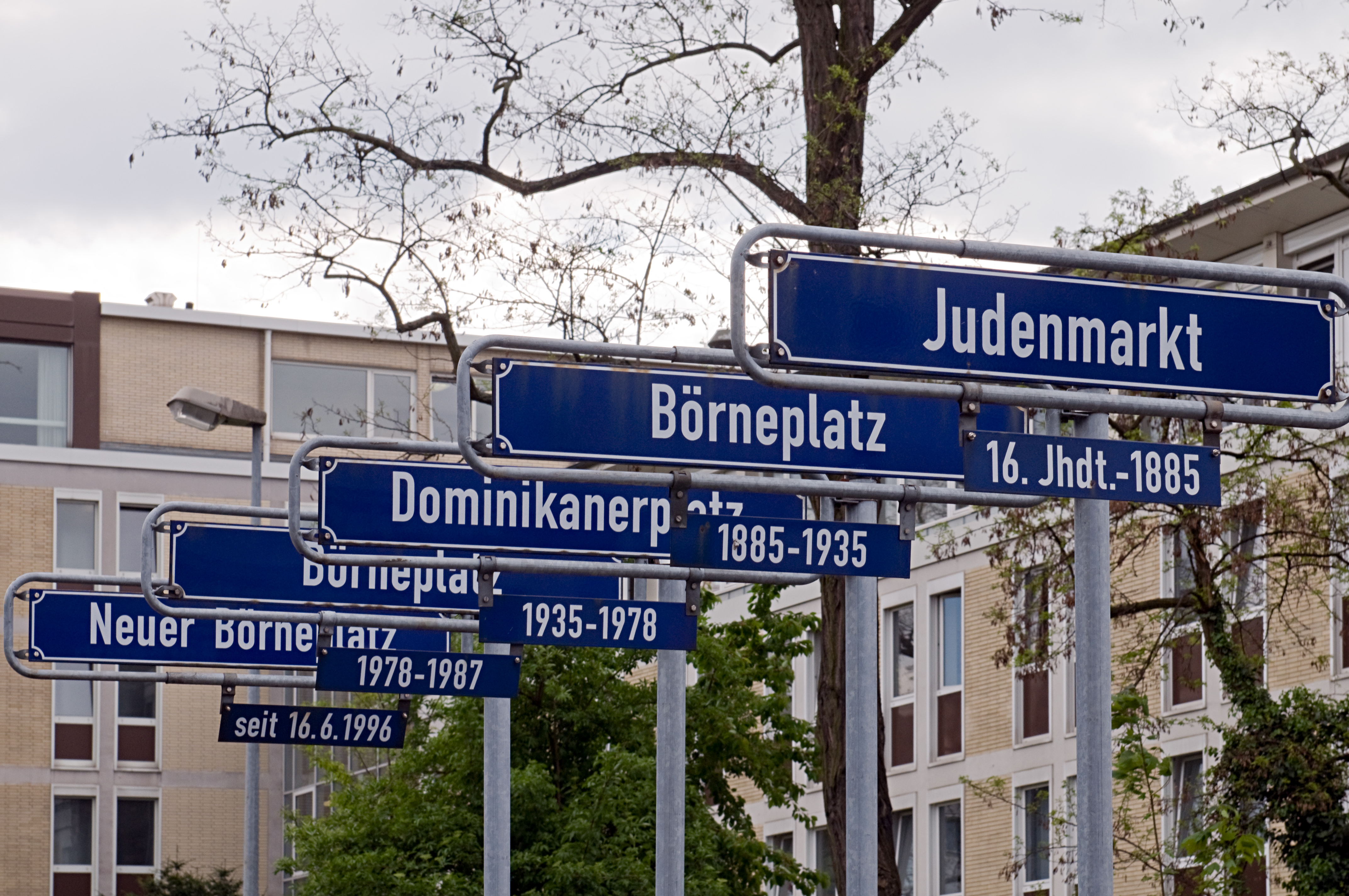
Symbolische Straßenschilder am Neuen Börneplatz, die auf die wechselnden Namen des Börneplatzes hinweisen

Der Börneplatz war ein historisch bedeutender Platz in Frankfurt am Main. Er lag am südlichen Ende der Frankfurter Judengasse, in unmittelbarer Nähe zum ältesten jüdischen Friedhof in Frankfurt. Er hieß ursprünglich Judenmarkt, da die jüdische Bevölkerung ihn ab dem 16. Jahrhundert als Marktplatz nutzte. 1881/82 wurde an seiner nordöstlichen Ecke die Börneplatzsynagoge errichtet. 1885 wurde der Platz in Börneplatz umbenannt, 1935 in Dominikanerplatz. Die Synagoge wurde 1938 zerstört. Ab 1978 hieß der Platz wieder Börneplatz. 1987 führte das Vorhaben, einen großen Neubau auf dem Börneplatz zu errichten, zum Börneplatzkonflikt. Der Neubau wurde trotz Protesten fertiggestellt. Damit war der historische Börneplatz weitgehend verschwunden. Übrig blieb nur eine nach dem Zweiten Weltkrieg entstandene Brachfläche, die den Börneplatz nach Osten hin erweitert hatte. Ferner existiert der Börneplatz noch als Straßenname und als Name mehrerer Haltestellen.
Der Neue Börneplatz am westlichen Ende der Rechneigrabenstraße wurde der „Nachfolger“ des Börneplatzes. Er entstand auf jener etwa quadratischen Fläche östlich des alten Börneplatzes, auf der bis zum Zweiten Weltkrieg Gebäude standen. Nach dem Abbruch der Ruinen in der Nachkriegszeit entstand eine Brachfläche, die nie bebaut wurde. In den 1990er Jahren wurde hier der Neue Börneplatz als Teil der Gedenkstätte Neuer Börneplatz gestaltet, die am 16. Juni 1996 eröffnet wurde. Der Platz ist nur für Fußgänger zugänglich.

## Lage
Der Judenmarkt (ab 1885: Börneplatz) lag südlich der Judengasse (ab 1885: Börnestraße) und südwestlich des alten jüdischen Friedhofs. Der Neue Börneplatz liegt südlich des Friedhofs. Der Börneplatz verschwand Ende der 1980er Jahre weitgehend durch Bebauung. Umgekehrt war das Areal des Neuen Börneplatzes bis Ende des Zweiten Weltkriegs bebaut. Diese Verhältnisse und die Lage lassen sich anhand von alten Stadtplänen und der Lageskizze der heutigen Gedenkstätte nachvollziehen.

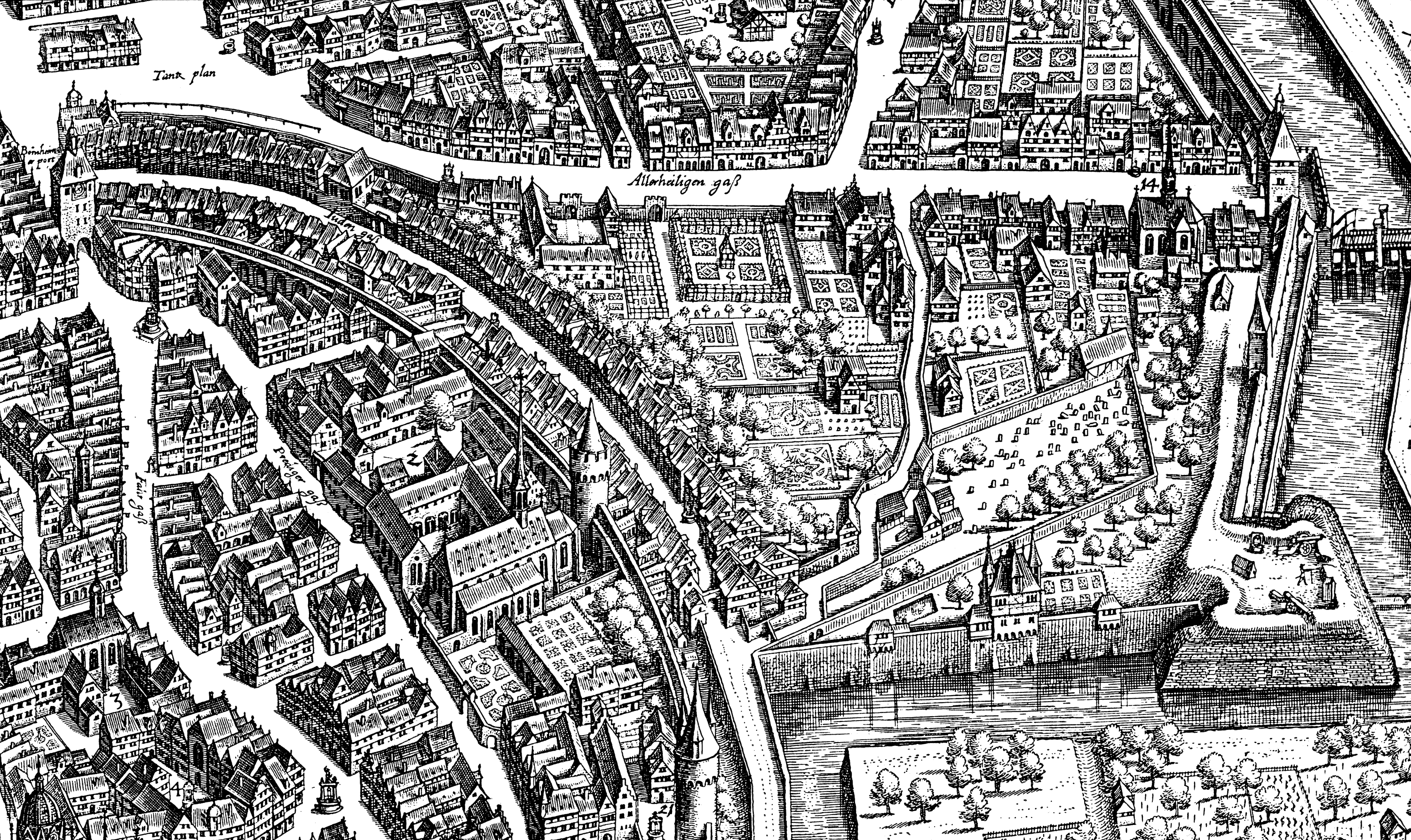
Stadtansicht von Matthäus Merian, 1628. Der Platz am südlichen Ende der bogenförmigen Judengasse ist der Judenmarkt. Nordöstlich vom Judenmarkt der Friedhof. Die spätere Rechneigrabenstraße war bis Ende des 18. Jahrhunderts noch eine Wasserfläche.
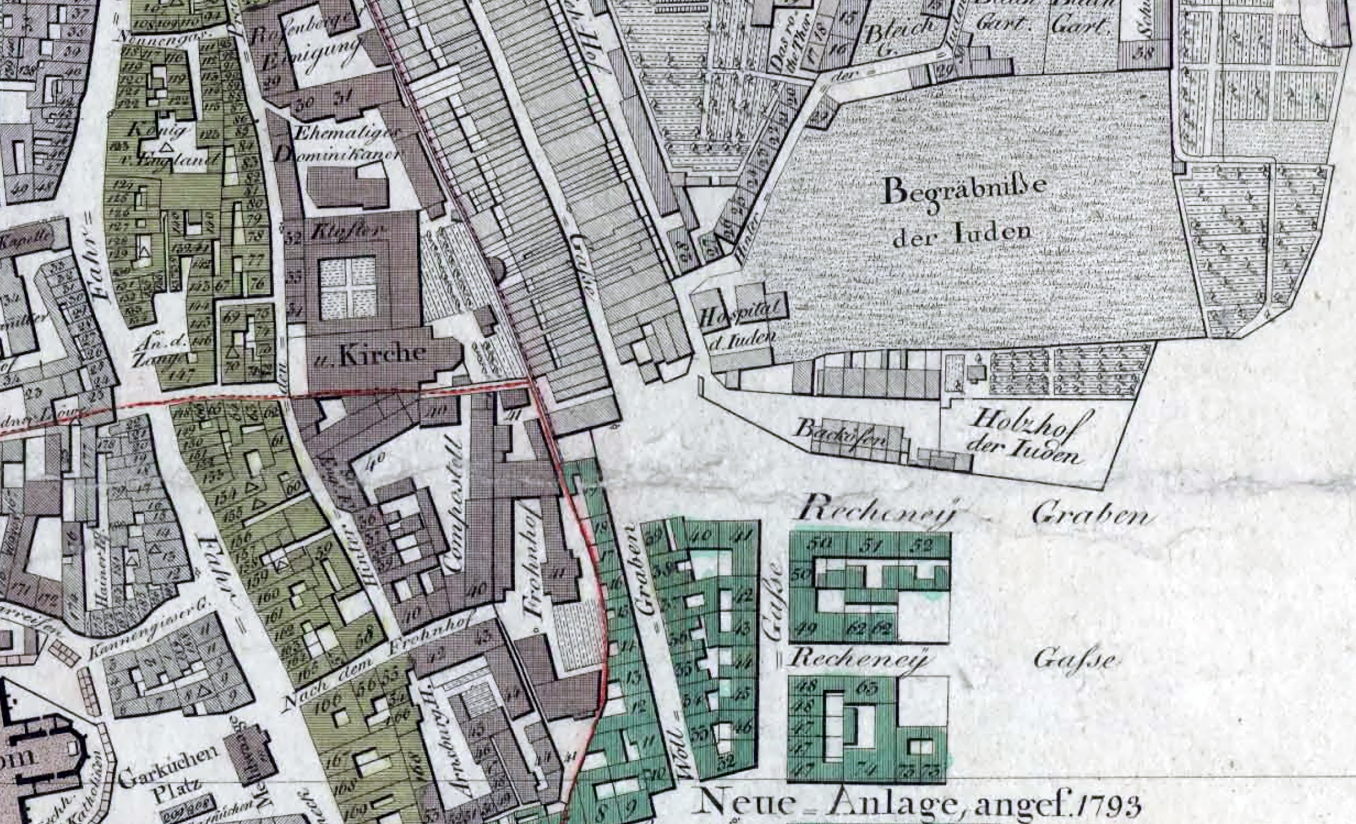
1811: Der Judenmarkt in der Bildmitte. Von oben mündet die Judengasse ein. Das Hospital der Juden ist der spätere Standort der Börneplatzsynagoge. Die Häuserzeile mit sechs Häusern oberhalb von Backöfen ist das 1718 hierher verlegte Fremdenspital.[2] 1796 kam ein größerer Neubau für das Fremdenspital dazu (bei Hospital der Juden).

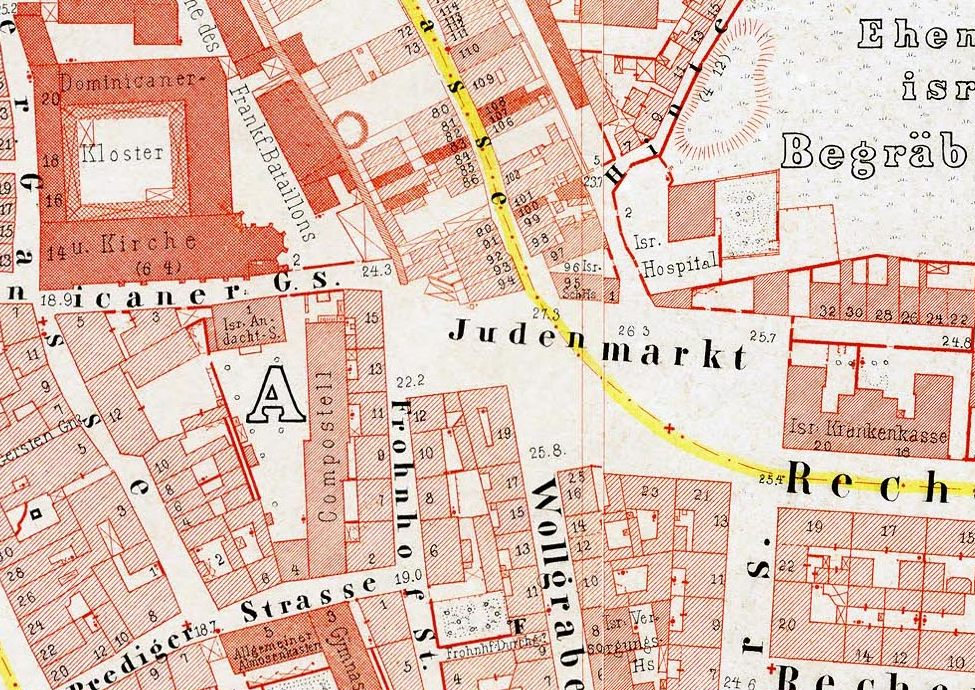
1862: Der Judenmarkt hat sich im Nordwesten erweitert. Östlich steht jetzt ein großes Gebäude: das Krankenhaus der Israelitischen Krankenkassen (Isr. Krankenkasse), Rechneigrabenstraße 18–20.[3] Das Krankenhaus und die sechs Spitalhäuser oberhalb (Hausnummern 22–32)[4] wurden im Zweiten Weltkrieg zerstört und danach abgerissen. Das von diesen Gebäuden beschriebene Quadrat entspricht recht genau dem heutigen Neuen Börneplatz.
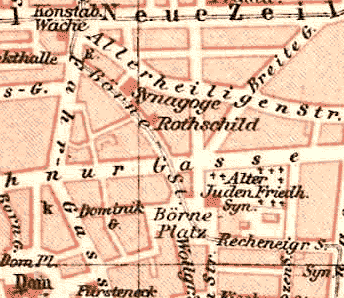
1892: Der Börneplatz hat sich im Norden vergrößert, er reicht auf ganzer Breite bis zur Höhe der Dominikanergasse und darüber hinaus. An seiner nordöstlichen Ecke ist die 1881/82 erbaute Synagoge am Börneplatz zu sehen (roter Quader, bezeichnet mit Syn.). Die Battonnstraße hieß damals Schnurgasse.

## Geschichte des Börneplatzes

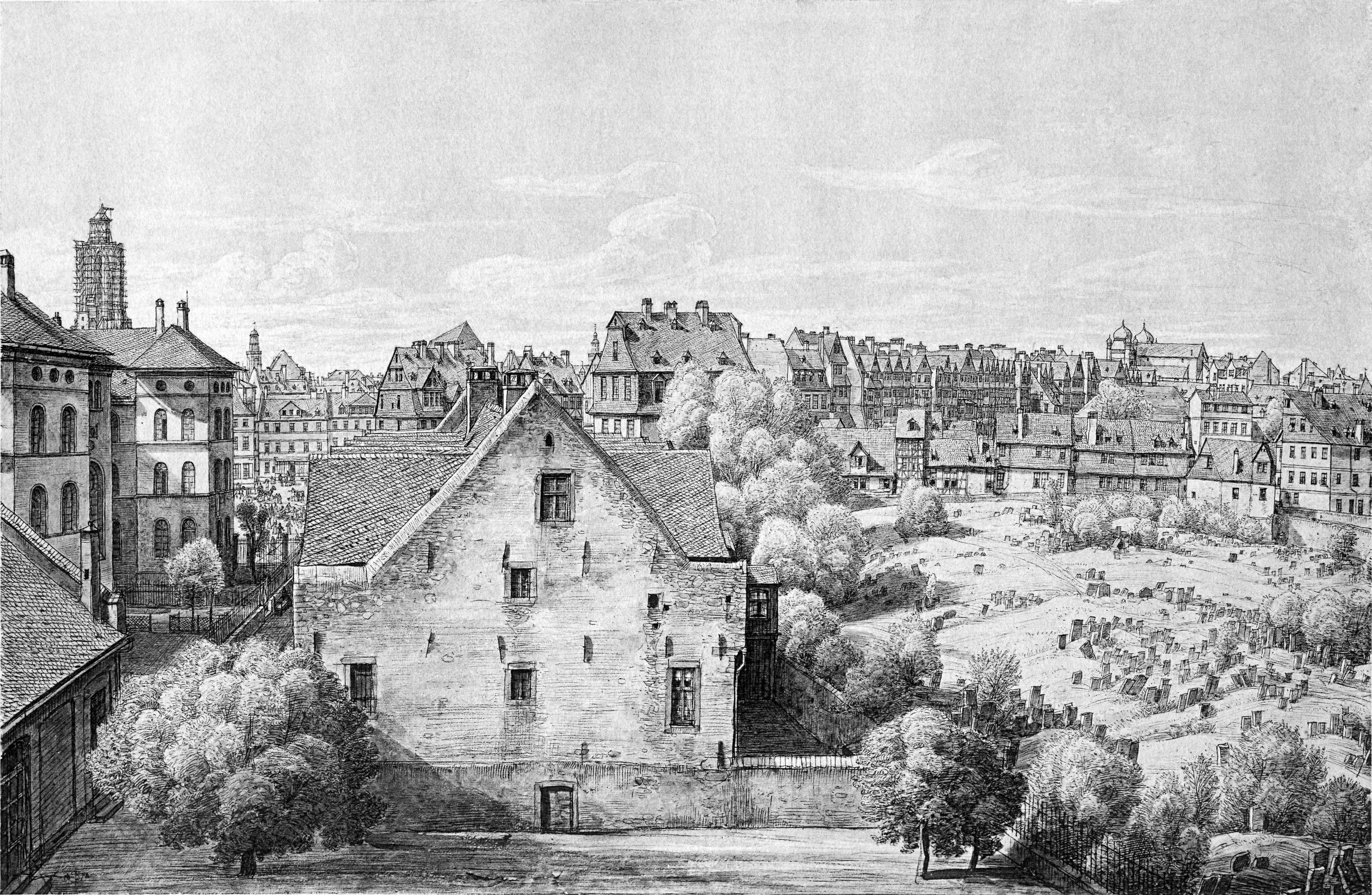
1872 (Blick nach Westen): links das Krankenhaus der Israelitischen Krankenkassen. Der Judenmarkt lag hinter diesem Gebäude. In der Mitte das Fremdenspital von 1718 (man sieht das östliche der sechs Häuser). Rechts der alte jüdische Friedhof.

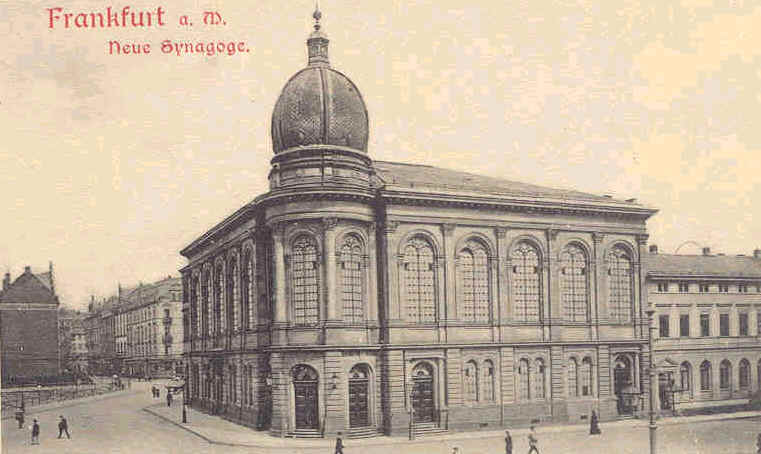
Die Börneplatzsynagoge vom Börneplatz aus gesehen (um 1890, Blick nach Nordosten). Rechts das Gebäude, in dem Rabbiner wohnte.

Am südwestlichen Ende des Areals des jüdischen Friedhofs entstand bereits im Mittelalter ein kleiner Platz, als die ab 1333 entstandene neue Stadtmauer um die Neustadt den Friedhof erstmals in das Stadtgebiet einschloss. In der Zeit der Judengasse als Ghetto (1462 bis 1796) war dieser Platz das Zentrum des jüdischen Lebens in Frankfurt am Main, direkt an der Schnittstelle zwischen der Judengasse und dem alten jüdischen Friedhof, auf dem noch bis 1828 Beisetzungen stattfanden (dann wurde er wegen Überfüllung geschlossen). Ab dem 16. Jahrhundert wurde auf dem Platz der Markt abgehalten, er wurde entsprechend Judenmarkt genannt.
Zwischen Judenmarkt und Friedhof sowie im Osten des Platzes wurden mehrere Gebäude errichtet, die der Krankenpflege dienten, teils für einheimische Juden, teils für auswärtige Kranke. Am Ende der Judengasse stand zum Friedhof hin seit 1535 ein Blatternhaus zur Behandlung ansteckender Krankheiten. Vermutlich um 1600 wurde das Hospital für einheimische Juden dorthin verlegt und mit dem Blatternhaus vereinigt. Ganz in der Nähe, am südlichen Rand des Friedhofs, entstand 1718 eine neue Anlage mit sechs kleinen, aneinander gebauten Häusern. Hierher zog das ursprünglich an der Konstablerwache ansässige Fremdenspital, das auswärtige Kranke und Arme versorgte. 1796 wurde ein vierstöckiger Neubau für das Fremdenspital errichtet, auch Israelitisches Hospital genannt. Südlich der sechs kleinen Häuser des Fremdenspitals wurde 1829 das Krankenhaus der Israelitischen Krankenkassen gebaut. Dieser stattliche Gebäudekomplex in der Rechneigrabenstraße 20–28 bildete bis zum Zweiten Weltkrieg die östliche Grenze des Judenmarkts bzw. des Börneplatzes.
1881/82 wurde an der nordwestlichen Ecke des Judenmarkts das Israelitische Hospital abgerissen und am selben Ort die Börneplatzsynagoge für die orthodoxe Gemeinde errichtet. Dieser Name galt allerdings erst ab 1885 – in diesem Jahr wurde der Judenmarkt zu Ehren von Ludwig Börne in Börneplatz umbenannt. Ein mehrstöckiges größeres Gebäude schloss direkt an der Ostseite der Synagoge an. In diesem Gebäude, Adresse Börneplatz 16, wohnte der Gemeinderabbiner im ersten Stock. Die Synagoge wurde während des Novemberpogroms am 9./10. November 1938 in Brand gesteckt und zerstört.
1935 wurde der Börneplatz von den Nationalsozialisten mit Bezug auf das nahegelegene Dominikanerkloster in Dominikanerplatz umbenannt, um die Erinnerung an die lange jüdische Geschichte des Orts auszulöschen. 1978 wurde dieser Eingriff rückgängig gemacht und der Platz wieder Börneplatz genannt.
Das Krankenhaus der Israelitischen Krankenkassen wurde 1942 Sammelpunkt für die Deportationen jüdischer Frankfurter in Vernichtungslager. Das Krankenhaus und die Häuserzeile des Fremdenspitals fielen den Luftangriffen auf Frankfurt am Main während des Zweiten Weltkriegs zum Opfer. Das ehemalige Nachbargebäude der Synagoge, Börneplatz 16, wurde im Krieg stark beschädigt. Es wurde bis auf das Erdgeschoss abgetragen; dieses wurde in den 1950er Jahren noch genutzt.
In der gesamten Nachkriegszeit bis zum Baubeginn des Kundenzentrums der ehemaligen Frankfurter Stadtwerke ab Mitte der 1980er Jahre war das Areal des heutigen Neuen Börneplatzes Teil des Brachlandes Dominikanerplatz/Börneplatz, eine unansehnliche staubige Fläche, die von den Bürgern als wilder Parkplatz nahe dem Stadtzentrum genutzt wurde. Über vier Jahrzehnte hatte die Stadt kein Konzept für dieses geschichtsträchtige Gelände, das über Jahrhunderte als Judenmarkt den Mittelpunkt jüdischen Lebens der Stadt bildete.
Mit der teilweisen Überbauung der Synagogen-Grundmauern und des Platzes endete die Geschichte des Börneplatzes. An dessen Name und Lage wird jedoch noch durch entsprechend bezeichnete Bus- und Straßenbahn-Haltestellen erinnert.

## Neuer Börneplatz

### Planung
Der Neue Börneplatz wurde von der Stadt Frankfurt am Main ab 1984 geplant und in einem Architekturwettbewerb ausgeschrieben. Sieben namhafte Architekturbüros beteiligten sich an dem Wettbewerb, als Sieger ging der Schweizer Architekt Ernst Gisel hervor. Ursprünglich hatten Stadtverwaltung und Entwürfe lediglich einen sehr kleinen Platz mit Gedenktafel für die ehemalige orthodoxe Synagoge vorgesehen, Oberbürgermeister Walter Wallmann ließ dann in letzter Minute noch eine Gedenkstätte einarbeiten, für die der Platz vergrößert wurde, so dass einige der geplanten Wohnhäuser an der Ostseite des Platzes gestrichen werden mussten.

### Gestaltung

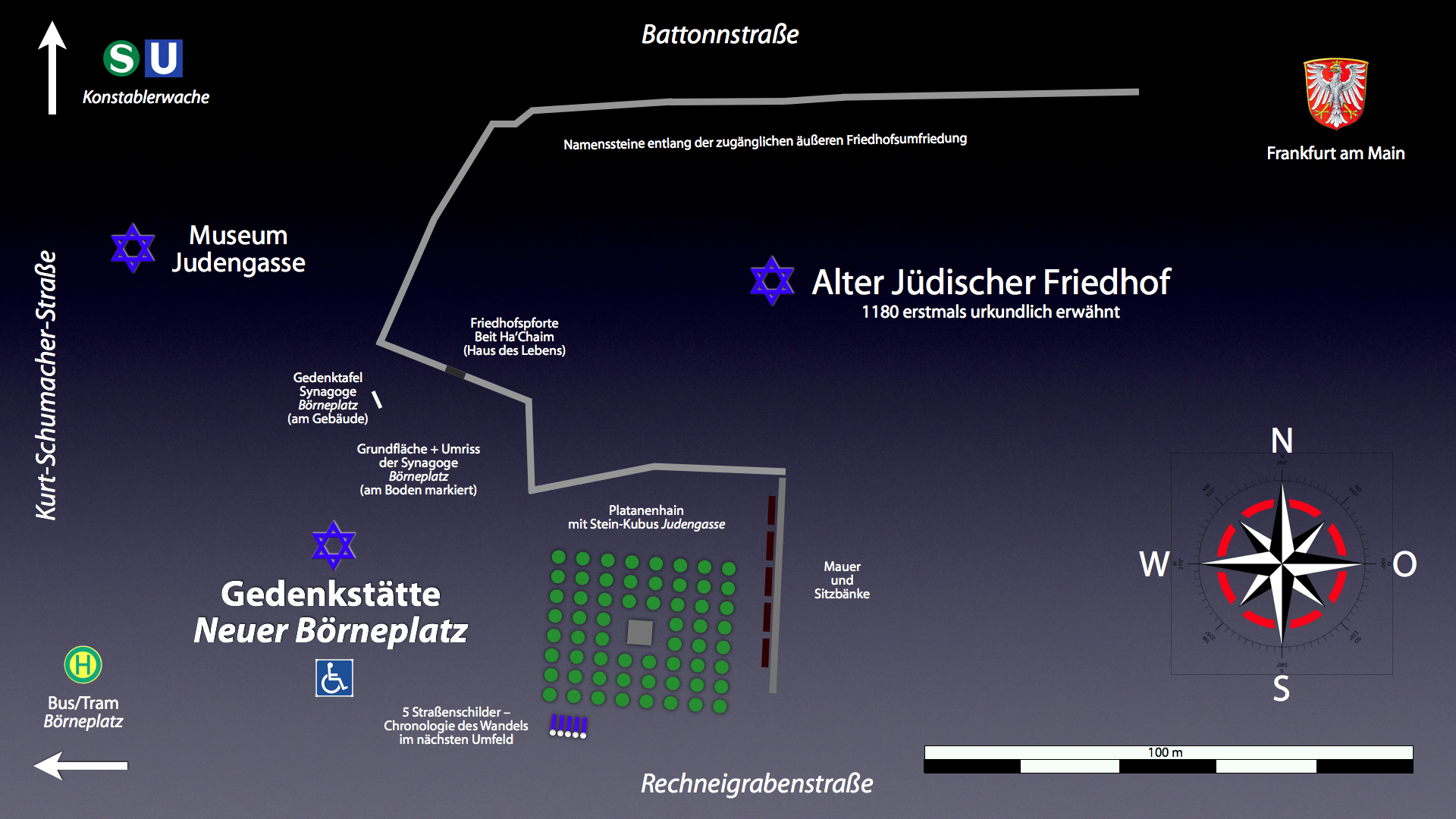
Gedenkstätte Neuer Börneplatz, Lageskizze. Der Neue Börneplatz ist der südliche Bereich an der Rechneigrabenstraße.

Auf dem mit Schotter bedeckten Platz wurden in acht Reihen sechzig Platanen eingepflanzt, in deren Zentrum ein steinerner Kubus errichtet wurde. Zwischen den Baumreihen wurden vier Leuchten montiert.
Die Begrenzung des Platzes sieht wie folgt aus:
- Im Norden begrenzt die Friedhofsmauer das Areal.
- Im Osten wurde eine Mauer aus vier Lagen von Steinblöcken errichtet, vor der fünf steinerne Sitzbänke stehen. Das dahinter liegende Gebäude ist eine Altenwohnanlage.
- Die offene Südseite an der Rechneigrabenstraße endet am Bürgersteig. Direkt am Straßenrand stehen Sperrpfosten – und die Gruppe der symbolischen Straßenschilder, die auf die wechselnden Bezeichnungen des Börneplatzes hinweisen.
- Im Westen begrenzt der 1987–1990 errichtete Neubau den Neuen Börneplatz.
- Im Nordwesten hat der Platz wegen der bogenförmigen Rückseite des Gebäudes einen keilförmigen „Zipfel“, der bis zur westlichsten Ecke der Friedhofsmauer reicht. In diesem Bereich verläuft der schräge Rand des Platzes mitten durch den Grundriss der ehemaligen Börneplatzsynagoge. Die auf der Platzseite liegende Hälfte des Grundrisses ist durch einen anderen, festen Bodenbelag markiert.[12] Eine Gedenktafel an dem Gebäude erinnert an die Synagoge.[13]

### Verhältnis zum Börneplatz
Unter „Börneplatz“ wird oft der „alte“ Börneplatz verstanden, der im Osten ab 1829 (damals noch Judenmarkt genannt) vom Krankenhaus der Israelitischen Krankenkassen begrenzt war. Die Areale „alter Börneplatz“ und „Neuer Börneplatz“ überschneiden sich geringfügig. Das Krankenhausgebäude reichte nach Westen genauso weit wie heute der quadratische Platanenhain (erkennbar beim Blick auf die Einmündung der Mainstraße in die Rechneigrabenstraße). Demnach gehört der Bereich westlich vom Platanenhain auch zum „alten“ Börneplatz. Dieser Überschneidungsbereich reicht nördlich bis zur ehemaligen Bebauung, also beispielsweise bis zur früheren Synagoge und ihrem Nebengebäude.
In den Nachkriegsjahren entstand durch den Abriss der Ruinen des Krankenhauses und benachbarter Gebäude eine größere Brachfläche, die den Börneplatz (bzw. damals den Dominikanerplatz) nach Osten erweiterte und aus der später der Neue Börneplatz wurde. Das Areal „Neuer Börneplatz“ ist also ein ansehnlicher Teil des Börneplatzes der Nachkriegsjahrzehnte.
Als der „alte“ Teil des Börneplatzes ab 1987 größtenteils überbaut wurde, blieb der östliche Teil übrig, aus dem der Neue Börneplatz wurde. Das Areal „Neuer Börneplatz“ kann deshalb als der heutige Börneplatz angesehen werden. In diesem Sinne ist auch in seriösen Quellen zu lesen, der Neue Börneplatz sei durch Umbenennung des Börneplatzes entstanden. Diese Auffassung kommt auch in den symbolischen Straßenschildern an der Rechneigrabenstraße zum Ausdruck.

## Verkehrsanbindung
Anbindung besteht mit der Straßenbahn Frankfurt am Main und mit Bussen über die Haltestellen Börneplatz bzw. Börneplatz/Stoltzestraße. Die nächstgelegenen Stationen der U-Bahn Frankfurt und der S-Bahn Rhein-Main heißen Dom/Römer (U4, U5) und Konstablerwache (mehrere U-Bahn- und S-Bahn-Linien).